# 谷埔

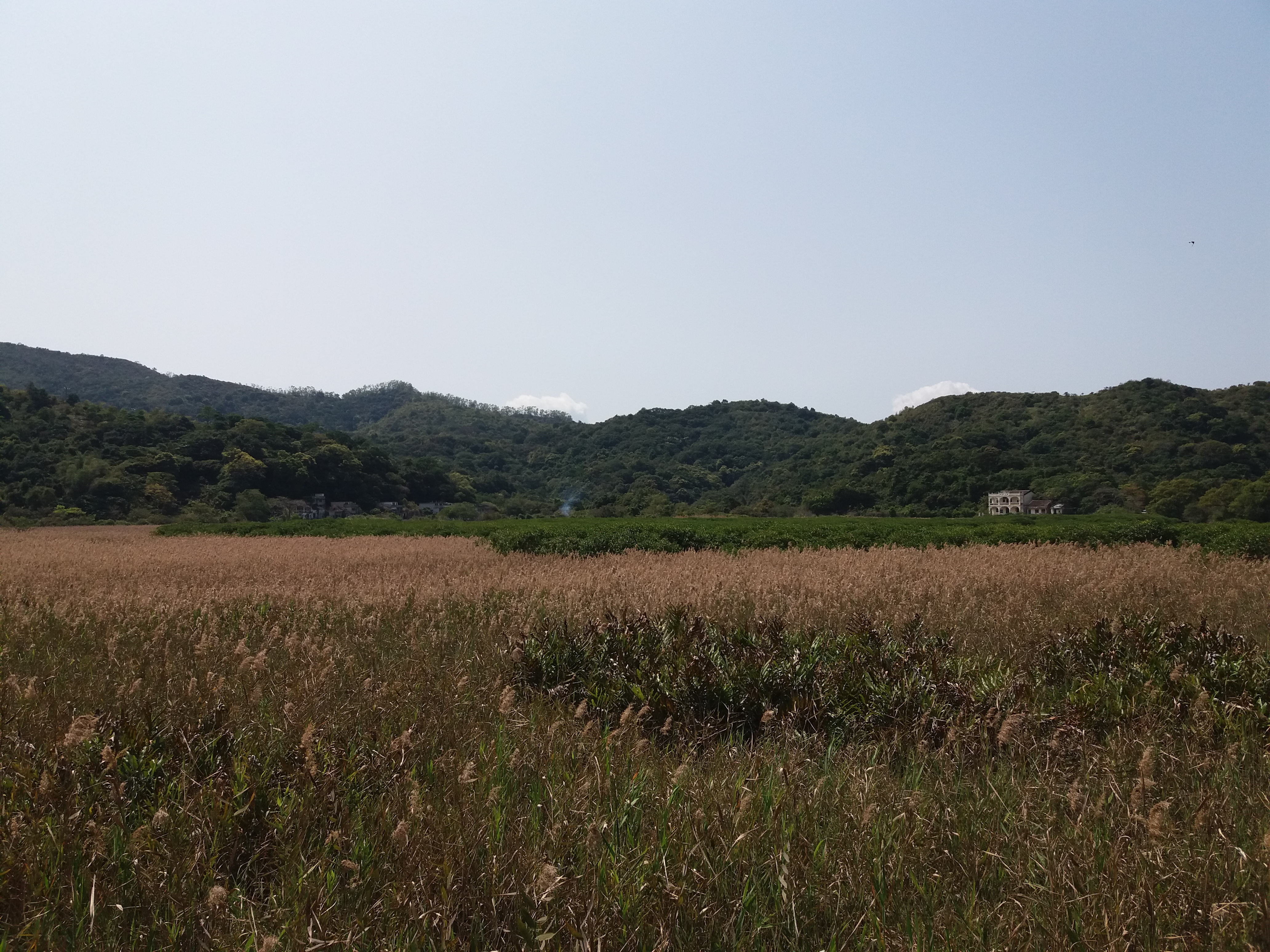
谷埔的蘆葦田

谷埔，位於香港新界沙頭角旁，以姓氏為族群的客家村莊，族群聚居點散落全村，分為宋、楊、鄭、李、何、曾、吳各姓族群，宋姓人數最多。建村400多年。由鹿頸到谷埔是週末遊人遠足的熱門路線。

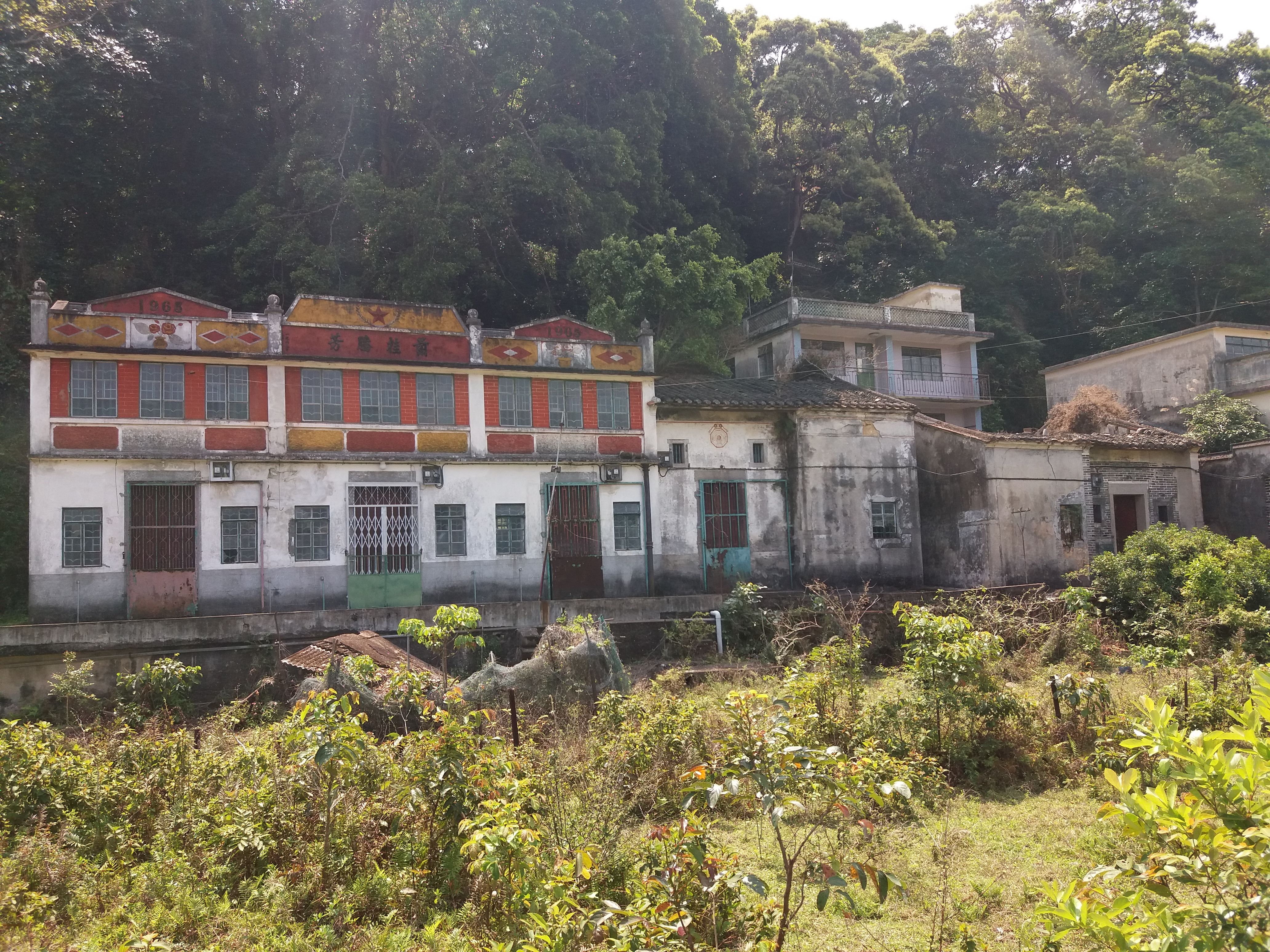
谷埔的荒廢村落